# Бенит (Небраска)
Бенит (енгл. Bennet) град је у америчкој савезној држави Небраска.

## Демографија
По попису из 2010. године број становника је 719, што је 149 (26,1%) становника више него 2000. године.
| Група             | 2000.       | 2010.       |
| Белци             | 559 (98,1%) | 709 (98,6%) |
| Афроамериканци    | 1 (0,2%)    | 0 (0,0%)    |
| Азијати           | 1 (0,2%)    | 1 (0,1%)    |
| Хиспаноамериканци | 4 (0,7%)    | 2 (0,3%)    |
| Укупно            | 570         | 719         |